# Ludwig G’schrey
Ludwig G’schrey (* 28. Juni 1907 in München; † 26. September 2002 in Berlin) war ein deutscher Maler, Grafiker und Lyriker.

## Leben
Der Sohn des Musikers Richard G’schrey besuchte Ende der 1920er Jahre die private Malschule von Hans Hofmann, anschließend die Hochschule für Malerei in München und lernte bei Adolf Schinnerer.
Seit 1933 lebte er als Trickfilmzeichner (u. a. bei Marsfilm) und freier Maler in Berlin.
Er war der Vater von Paran G’schrey und Großvater des Leipziger Malers Albrecht Gehse sowie des Berliner Musikers Thomas G’schrey.